# جورج هنري توماس
جورج هنري توماس (بالإنجليزية: George Henry Thomas)‏ (و. 1816 – 1870 م) هو ضابط أمريكي، ولد في مقاطعة ساوثهامبتون، ويحمل رتبة عسكرية فريق أول، توفي في سان فرانسيسكو، عن عمر يناهز 54 عاماً.

## التعليم
تعلم في الأكاديمية العسكرية الأمريكية.

## الخدمة العسكرية
خدم في جيش الاتحاد، والقوات البرية للولايات المتحدة.

## روابط خارجية
- جورج هنري توماس على موقع الموسوعة البريطانية (الإنجليزية)
- جورج هنري توماس على موقع إن إن دي بي (الإنجليزية)